# Осиновка (Притобольний район)
Оси́новка (рос. Осиновка) — присілок у складі Притобольного району Курганської області, Росія. Входить до складу Чернавської сільської ради.
Населення — 98 осіб (2010, 227 у 2002).
Національний склад станом на 2002 рік:
- росіяни — 97 %